# Закон о регистрации иностранных агентов (США)
Закон о регистрации иностранных агентов (англ. Foreign Agents Registration Act, FARA) — закон США, принятый в 1938 году. Он предусматривает, что лица, осуществляющие в США политическую или квазиполитическую (экономическую) деятельность для иностранных юридических лиц, должны зарегистрировать, документально оформить и получить разрешение на эту деятельность.
Изначально закон был направлен против пропагандистов Третьего рейха в США. Он восходит к деятельности «комитета Маккормака-Дикштейна», первой комиссии по расследованию антиамериканской деятельности.
В 1966 году закон был пересмотрен, чтобы охватить агентов, которые фактически работали на экономическую или политическую выгоду иностранной державы и стремились повлиять на решения правительства. Фокус сместился с пропаганды на политическое лоббирование, а термин «иностранный агент» был ограничен. С тех пор организация или физическое лицо может подпадать под действие FARA только в том случае, если правительство докажет, что это лицо действительно действовало по приказу, запросу или под руководством или контролем иностранного принципала, а также докажет, что оно было привлечено к политической деятельности для или в интересах такого иностранного принципала, включая представление интересов такого иностранного принципала перед любым учреждением или должностным лицом правительства Соединенных Штатов.
Это усилило бремя доказывания правительства; с 1966 года в связи с FARA не было подано ни одного судебного иска. Чтобы позволить Министерству юстиции предупреждать отдельных лиц и учреждения о возможных нарушениях закона и тем самым удерживать их от совершения определенных действий, был введен гражданский «судебный запрет». Это привело к ряду успешных гражданских дел и административных решений.
В 1995 году термин «политическая пропаганда» был исключен из подраздела 611 на основе решения Верховного суда 1987 года (апеллянт, член Сената штата Калифорния, хотел показать три канадских фильма, которые были классифицированы как «политическая пропаганда», но не хотел, чтобы его публично считали распространителем «политической пропаганды»). Закон о раскрытии информации о лоббировании 1995 года исключил из FARA лиц, занимающихся лоббистской деятельностью, проводимой в соответствии с законом, применяемым Конгрессом.
Закон продолжает действовать. Его нарушение наказывается лишением свободы на срок до 5 лет и/или штрафом в размере до 250 тыс. долларов США.
За соблюдением закона следит Секция контрразведки и экспортного контроля (CES) Отдела национальной безопасности (NSD) Министерства юстиции США.
В 2007 году Министерство юстиции сообщило о регистрации около 1700 лоббистов, представляющих более 100 стран.
Министерство юстиции США добавило онлайн-поиск зарегистрированных иностранных агентов (FARA Quick Search). В 2007 году была открыта онлайн-база данных для публичного просмотра отчетов и документов.

## Наказания
По состоянию на 2020 год нарушение FARA влечёт за собой штраф до 250 тысяч долларов США или тюремное заключение на срок до 5 лет.

## Финансирование или субсидирование из-за рубежа
Согласно закону FARA, лицо может быть признано агентом иностранного принципала, если его деятельность финансируется или субсидируется из-за рубежа целиком или по большей части.